# Oliver Twist (film, 1909)
Pour les articles homonymes, voir Oliver Twist (homonymie).
Oliver Twist est un film muet américain réalisé par James Stuart Blackton, sorti en 1909.

## Fiche technique
- Réalisation : James Stuart Blackton
- Scénario : Eugene Mullin, d'après le roman éponyme de Charles Dickens
- Production : James Stuart Blackton
- Date de sortie : États-Unis : 1er mai 1909

## Distribution
- Edith Storey : Oliver
- William Humphrey : Fagin
- Elita Proctor Otis : Nancy Sykes